# 1-ja Turka
1-ja Turka lub Pierwaja Turka (ros. 1-я Турка) – wieś (ros. село, trb. sieło) w zachodniej Rosji, w sielsowiecie kalinowskim rejonu chomutowskiego w obwodzie kurskim.

## Geografia
Miejscowość położona jest nad rzeką Amońka, 15 km od centrum administracyjnego sielsowietu kalinowskiego (Kalinowka), 18 km od centrum administracyjnego rejonu (Chomutowka), 115 km od Kurska.

## Historia
Do czasu reformy administracyjnej w roku 2010 wieś 1-ja Turka znajdowała się w sielsowiecie amońskim. W tymże roku doszło do włączenia sielsowietów klewieńskiego i amońskiego do sielsowietu kalinowskiego.

## Demografia
W 2010 r. miejscowość zamieszkiwały 3 osoby.